# Виситаева, Айна Казбековна
А́йна Казбе́ковна Висита́ева (Ибраги́мова) (29 января 1962 года, Дагестанские Огни, Дагестанская АССР, РСФСР, СССР) — российская канатоходка, Заслуженная артистка Российской Федерации (1995).

## Биография
Начинала выступать в коллективе цирковой самодеятельности Дворца культуры города Дагестанские Огни (Дагестан). В 1980-1984 годах выступала в номере «Канатоходцы». Там же познакомилась со своим будущим мужем и партнёром, канатоходцем Адамом Виситаевым. В 1988 году Виситаев для себя и жены подготовил номер «Дуэт на канате».
Супруги являются единственными в России исполнителями, которые от начала и до конца исполняют свои номера без страховки, хотя Адам падал шесть раз, его супруга — два.
Супруги живут в квартире, которую выхлопотал для них Юрий Никулин в 1995 году, когда узнал, что дом Виситаева в Чечне разрушен в ходе войны.